# 東吉嶼
東吉嶼，又名東吉島，台灣澎湖群島的一個島嶼，為台澎航道上的重要據點，行政區屬於澎湖縣望安鄉東吉村。此島（不含島嶼本身）至臺南市之海域屬於台江國家公園。至於島嶼部分，至2009年已有約1.34平方公里土地劃入澎湖南海玄武岩自然保留區，2014年成立澎湖南方四島國家公園，而東吉嶼的東邊海域劃歸台江國家公園。

## 簡介

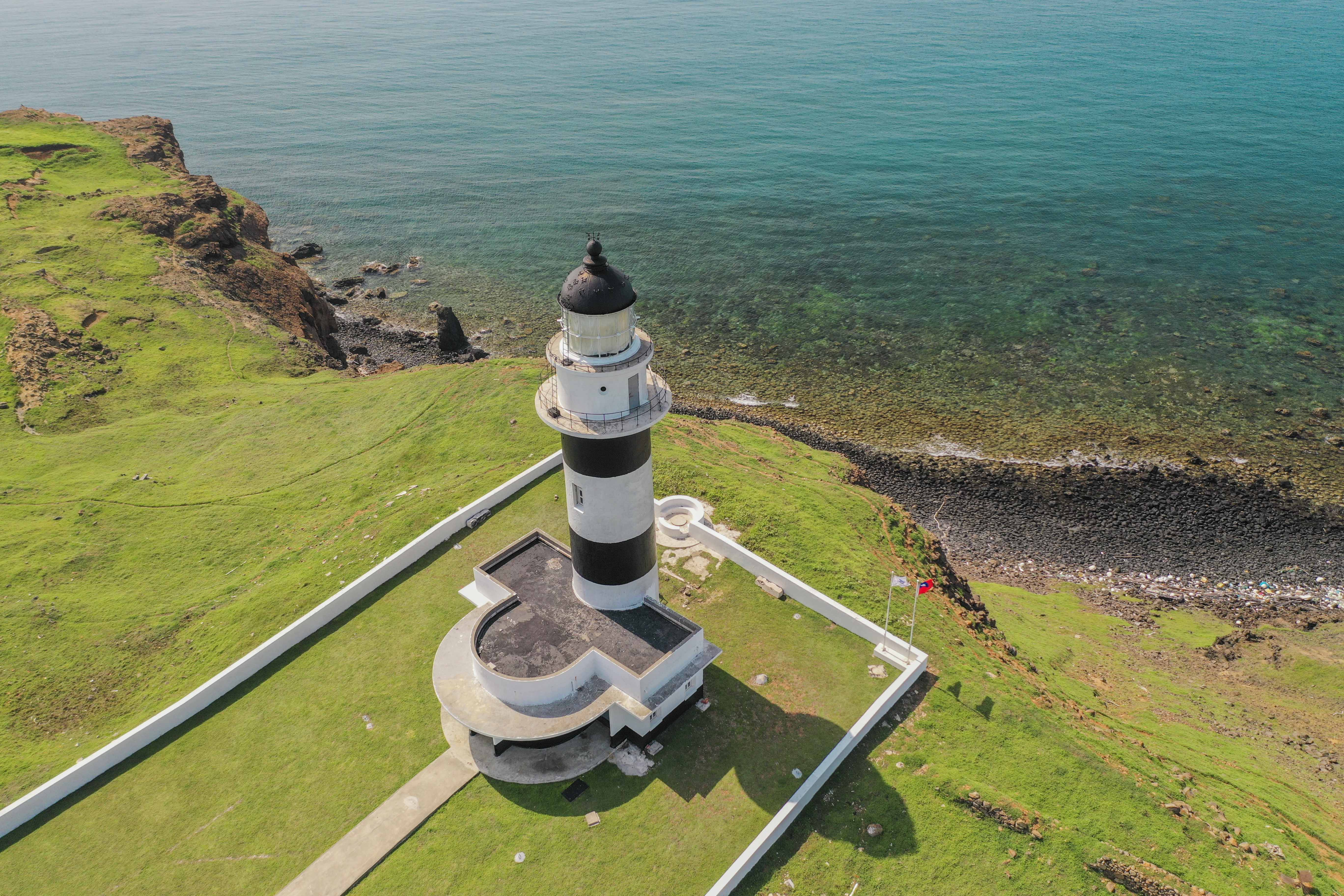
東吉嶼燈塔

東吉嶼戰略位置特殊，自古即為澎湖赴往台南的海運貿易的轉運站，曾經繁華一時。日治時代分別在島上南北兩端興建軍營及燈塔，並派兵駐守，控制鄰近海域。當地居民放牧羊群，從北方的山頭俯眺，紅瓦白牆的古厝襯托著青草及黑白相間的羊群，景色頗為怡人。
東吉嶼西北側相距500公尺處為鋤頭嶼，是一座無人島。西方約4.5公里處有西吉嶼，本島漲潮時面積為1.5423平方公里，退潮時面積為1.9045平方公里。

## 歷史
臺灣清領時期康熙23年（1684年），臺灣、澎湖被編入大清帝國的版圖，將臺灣、澎湖編入福建省，並設臺灣府，下轄臺灣、諸羅和鳳山三縣，澎湖屬臺灣縣，延續東寧王國舊制設「澎湖巡檢司」，更下層的次級單位稱為「澳」，最初設九澳；雍正五年（1727）調升「澎湖廳」，增設成「十三澳」。:197-198
望安古名八罩，位於澎湖南方海域，臺灣府前緣，根據清代水師佈防思維，以為東寧王國不敵施琅水師，乃因東寧艦隊未在八罩設防之故，故清代佈署澎湖水師，早於康熙23年（1684年）便在八罩地區設「八罩汛」，編列駐兵100名，歸澎湖水師協左營管轄，嗣後歷代兵員員額有所調整。:170-172有清一代，福建廈門島與臺灣來回船隻，如若在農曆四月至八月間發船，見花嶼、貓嶼蹤跡始可安全進入八罩島、將軍澳嶼停泊，而航程見到東吉嶼、西吉嶼亦是確保航線能抵達臺灣府的參考指標，足見八罩和東吉嶼在清代交通的重要性。:172
東吉嶼位在八罩島東南稍北約二十公里處，康熙年間杜臻所著《澎湖臺灣紀略》，便有提到東吉嶼之名，因東吉嶼和西吉嶼相距僅4.5公里，暗礁多，又鄰近烏水溝，海水流速湍急，根據當地耆老說法，東吉嶼的「吉（kiat）」係源自「急（kip）」的諧音。:260東寧王國時期東吉嶼便有住民紀錄，惟根據周于仁、胡格編撰《澎湖志略》記述：上憲鑑於南大嶼、東吉、西吉、東嶼坪、西嶼坪和花嶼地處偏遠，管理不易，康熙皇帝曾下令島上居民悉數遷移，搬遷至八罩島上。:30-35:197-200
東吉嶼在清領時期被編入「澎湖廳網垵澳」:196，後稱「東吉嶼社」。清領初期雖東吉住民被迫遷離，後續仍有其他住民再次遷入，不少來自望安島和將軍澳，因家族開枝散葉，所以復有遷出的需求，以東吉林正祖家族為代表:32-35，另有高朝家族在乾隆初葉遷入東吉嶼。1895年（光緒21年、明治28年），清廷與日本帝國簽署〈馬關條約〉，臺灣、澎湖易幟而進入日治時期，日本政府在初期行政區劃大多沿用清制，略易名為「澎湖廳網垵澳東吉嶼鄉」，東吉嶼鄉行政區名大致不變，上級單位陸續設「八罩澳務署」、「網垵辦務署」、「網垵出張所」和「網垵支廳」，時間皆不長，僅「網垵支廳」自明治34年（1901年）延續至大正八年（1920年）8月31日。大正八年（1920年）9月1日改制「高雄州澎湖郡望安庄東吉嶼鄉」、大正15年（1926年）7月1日再改制「澎湖廳望安支廳望安庄東吉嶼鄉」，直至1945年日治時期結束。:197-205
1945年第二次世界大戰結束，日本帝國戰敗，中華民國政府接收臺灣、澎湖，全臺灣行政單位根據〈臺灣省鄉鎮組織規程〉調整，澎湖設澎湖縣政府，改一鎮五鄉，望安支廳裁撤，原望安庄改置望安鄉。中華民國政府村里設置乃以戶數為基準，而非原具自然村屬性的大字系統，新規定凡村以150戶為原則，最多至200戶，最低不得低於100戶，原東吉嶼鄉和西吉嶼鄉因戶數不足而被合併同一村，又新政府規定各村村名一律改為兩個字，故自民國35年（1946）年6月30日之後，望安鄉計有八個村，其中東吉、西吉合稱「雙吉村」。民國39年（1950年），臺灣省實施地方自治，東、西吉嶼反應村政運作效率不佳；民國40年（1951年）雙吉村拆編，東吉始稱「東吉村」。後來歲月推移，西吉村人口漸稀，民國68年（1979年）澎湖縣政府下令西吉村民強制遷出西吉嶼，自7月1日起將西吉村除名，原西吉村併入東吉村，延續迄今。:209-213
東吉嶼雖屬澎湖縣，但距本島之臺南市僅約40公里、與縣治馬公市距離相差不遠，昔日即已往來密切。2002年東吉嶼居民曾一度爭取改歸臺南市管轄，臺南市市長許添財表示樂觀其成，但當時遭澎湖縣政府反對，全案無下文。

## 學校
1968年，澎湖縣成立澎湖縣立望安國民中學時，一併設立將軍分部（今將澳國中）、七美分部（今七美國中）與「東吉分部」，當時東吉島上約有一千多人。1987年4月15日，台灣航空從高雄小港機場飛往澎湖望安機場的六六一次班機因操縱器故障而迫降於望安國中東吉分部，人員全數倖存。隨著產業結構改變，東吉人口逐漸外移，島民多遷居於澎湖馬公或臺南安平，至1991年望安國中東吉分部因已無學生而廢校。
2014年，中華民國內政部公告成立澎湖南方四島國家公園（由海洋國家公園管理處管理），海管處將原望安國中東吉分部校舍改為東吉遊客服務中心，2015年東吉遊客服務中心改建工程完工啟用。

## 人口
至2021年5月為止，東吉村共有154戶，男性162人，女性133人，共295人。

## 交通
- 2016年起，與臺南市安平港開闢定期航線，一週二來回，航程2小時餘。
- 2017年4月起，定期航線改至同市將軍漁港，航程短至1小時餘。

## 氣候
| 東吉嶼 (1971-2000)   | 東吉嶼 (1971-2000) | 東吉嶼 (1971-2000) | 東吉嶼 (1971-2000) | 東吉嶼 (1971-2000) | 東吉嶼 (1971-2000) | 東吉嶼 (1971-2000) | 東吉嶼 (1971-2000) | 東吉嶼 (1971-2000) | 東吉嶼 (1971-2000) | 東吉嶼 (1971-2000) | 東吉嶼 (1971-2000) | 東吉嶼 (1971-2000) | 東吉嶼 (1971-2000) |
| 月份                 | 1月                | 2月                | 3月                | 4月                | 5月                | 6月                | 7月                | 8月                | 9月                | 10月               | 11月               | 12月               | 全年               |
| -------------------- | ------------------ | ------------------ | ------------------ | ------------------ | ------------------ | ------------------ | ------------------ | ------------------ | ------------------ | ------------------ | ------------------ | ------------------ | ------------------ |
| 平均高温 °C（°F）    | 19.3 (66.7)        | 19.6 (67.3)        | 22.3 (72.1)        | 25.4 (77.7)        | 27.6 (81.7)        | 29.2 (84.6)        | 30.2 (86.4)        | 29.9 (85.8)        | 29.3 (84.7)        | 27.1 (80.8)        | 24.1 (75.4)        | 21.0 (69.8)        | 25.4 (77.7)        |
| 平均低温 °C（°F）    | 16.0 (60.8)        | 16.1 (61.0)        | 18.2 (64.8)        | 21.4 (70.5)        | 23.7 (74.7)        | 25.5 (77.9)        | 26.3 (79.3)        | 26.0 (78.8)        | 25.4 (77.7)        | 23.8 (74.8)        | 20.9 (69.6)        | 17.9 (64.2)        | 21.8 (71.2)        |
| 平均降水量 mm（）    | 19.2 (0.76)        | 31.9 (1.26)        | 41.3 (1.63)        | 67.2 (2.65)        | 136.7 (5.38)       | 202.0 (7.95)       | 158.7 (6.25)       | 177.7 (7.00)       | 77.7 (3.06)        | 28.4 (1.12)        | 21.0 (0.83)        | 13.1 (0.52)        | 974.9 (38.38)      |
| 平均相對濕度（％）   | 81.6               | 83.8               | 84.0               | 84.4               | 86.5               | 88.3               | 86.7               | 87.6               | 84.9               | 81.4               | 80.5               | 80.3               | 84.2               |
| 月均日照時數         | 123.6              | 101.5              | 150.3              | 176.0              | 197.0              | 215.8              | 268.8              | 235.8              | 235.3              | 203.4              | 148.2              | 126.0              | 2,181.7            |
| 来源：台灣中央氣象局 |                    |                    |                    |                    |                    |                    |                    |                    |                    |                    |                    |                    |                    |